# Gordon Smith (jégkorongozó)
Gordon „Gord” Smith (Winchester, Massachusetts, 1908. február 14. – Boston, Massachusetts, 1999. október 22.) olimpiai ezüstérmes és bronzérmes, világbajnoki ezüstérmes         amerikai jégkorongozó, üzletember.
Az 1931-es jégkorong-világbajnokságon játszott először a válogatottban, és ezüstérmesek lett, miután csak a kanadaiaktól kaptak ki 2–0-ra. 6 mérkőzésen 5 gólt ütött.
Az 1932. évi téli olimpiai játékokon, a jégkorongtornán, Lake Placidban, játszott a amerikai jégkorong-válogatottban. Csak négy csapat indult. Oda-visszavágós rendszer volt. A kanadaiaktól kikaptak 2–1-re, majd 2–2-es döntetlent játszottak. A németeket 7–0-ra és 8–0-ra győzték le, végül a lengyeleket 5–0-ra és 4–1-re verték. Ez az olimpia világbajnokságnak is számított, így világbajnoki ezüstérmesek is lettek. Csak a lengyelek ellen 5–0-ra megnyert mérkőzésen játszott és 1 gólt ütött.
Az 1936. évi téli olimpiai játékokon, a jégkorongtornán, Garmisch-Partenkirchenban, ismét kerettag volt az amerikai válogatottban. Az első fordulóban csak a második helyen jutottak tovább a csoportból, mert az olasz csapat legyőzte őket hosszabbításban. A németeket 1–0-ra, a svájciakat 3–0-ra verték. A középdöntőből már sokkal simábban jutottak tovább. Három győzelem és csak a svédek tudtak ütni nekik 1 gólt. A négyes döntőben viszont kikaptak Kanadától 1–0-ra és 0–0-t játszottak a britekkel, valamint megverték a csehszlovákokat 2–0-ra és így csak bronzérmesek lettek. 8 mérkőzésen játszott és 1 gólt ütött.
Később a Standish, Ayer & Wood-nál lett sikeres üzletember.